# فوفل
الفوفل أو الأريقة أو الكوثل أو التانبول أو الأطماط (الاسم العلمي: Areca) هو جنس نباتي يتبع فصيلة الفوفلية من رتبة الفوفليات.